# Eduard Agricola
Fritz Rudolf Eduard Agricola (Berlino, 1800 – Karlsruhe, 1877) è stato un pittore tedesco paesaggista.

## Biografia

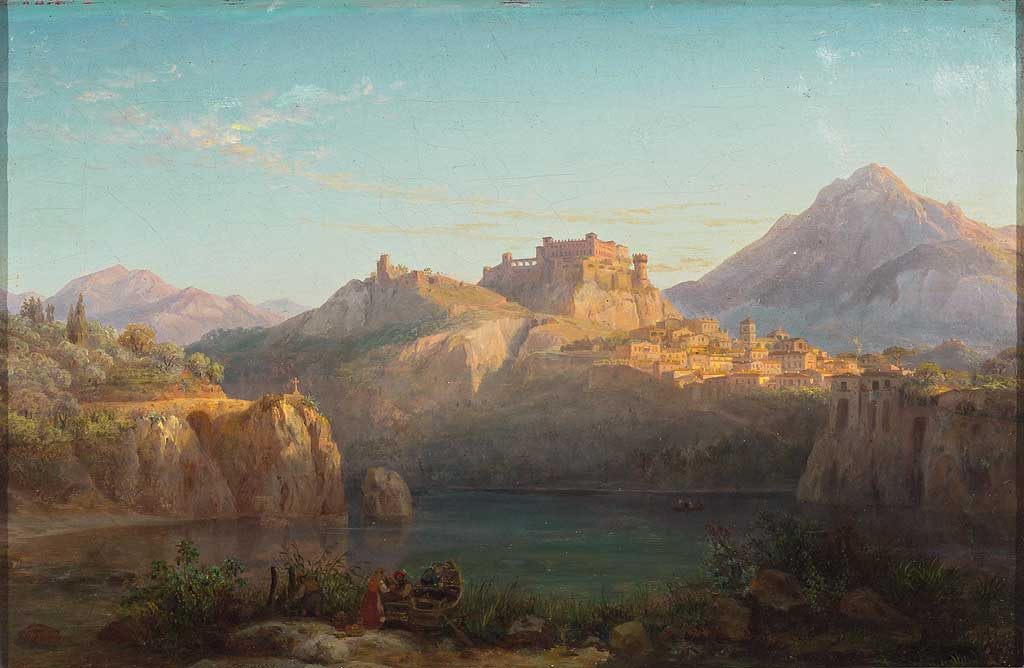
Castel Gandolfo

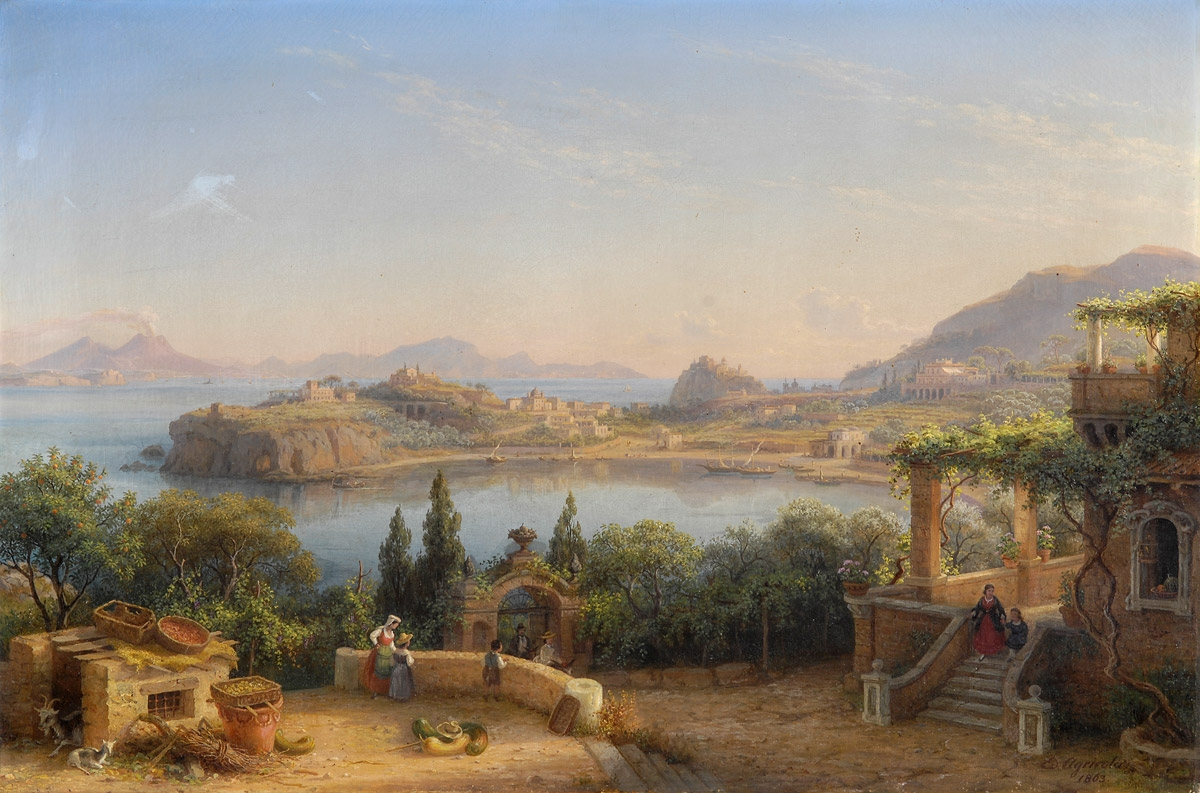
Porto di Ischia

Agricola era rampollo della famiglia Agricola, famiglia di artisti molto ramificata. Studiò pittura all'Accademia d'arte di Berlino dal 1818 al 1826. In seguito, visse a Monaco e Salisburgo fino al 1830, dove Friedrich zu Schwarzenberg lo ha incoraggiato. Poi andrò in Italia. Tra il 1830 e il 1850 visse principalmente a Roma e Napoli e viaggiò nei paesaggi circostanti, che dipinse con un approccio artistico romantico. Nel 1845 fu uno dei membri fondatori del Deutscher Künstlerverein di Roma. Negli anni Quaranta dell'Ottocento ricevette commissioni da Carl e Albrecht di Prussia. Intorno al 1850 tornò in Germania, dove soggiornò tra l'altro a Berlino, Monaco e Karlsruhe. Il 29 dicembre 1850 sposò a Breslavia Marie Anna Adelheid Bernhard, figlia del mercante Carl Bernhard, morto a Königsberg. Nel 1873 presentò all'Esposizione Universale di Vienna con una rovina vicino a Napoli.